# Benjamin Bell
Pour les articles homonymes, voir Bell.
Benjamin Bell est un chirurgien écossais. Né à Dumfries le 6 septembre 1749, il est décédé le 5 avril 1806 à Édimbourg.

## Biographie
Apprenti du chirurgien de marine James Hill, puis élève d'Alexander Monro, il entre en 1767 à l'hôpital d’Édimbourg dont il devient chirurgien en chef en 1778.
Le 17 novembre 1783 Benjamin Bell a été élu membre fondateur de la Royal Society of Edinburgh.

## Œuvres
- On the theory and management of ulcers (1778)
- System of surgery (1782-1787)